# Fryderyk z Luksemburga
Fryderyk (ur. ok. 965 r., zm. w 1019 r.) – hrabia Moselgau, określany także jako hrabia w Luksemburgu.
Był młodszym synem Zygfryda, uznawanego za pierwszego władcę Luksemburga, i Jadwigi, córki hrabiego Nordgau. W 1008 r., po tym gdy jego brat Henryk, hrabia w Luksemburgu i książę Bawarii, doprowadził do wyboru na arcybiskupa Trewiru kolejnego brata Adalberta, popadł w konflikt ze szwagrem, cesarzem Henrykiem II (mężem siostry Fryderyka, Kunegundy. Wygnany, pogodził się z cesarzem ok. 1012 r. 
Zmarł w 1019 r., jego synowie odziedziczyli po bezpotomnej śmierci starszego brata Henryka w 1026 r. hrabstwo w Luksemburgu.
Był żonaty z Irmtrudą, córką Heriberta z Wetterau. Z tego małżeństwa pochodzili następujący potomkowie:
- Henryk, zm. 1047, hrabia Luksemburga i książę Bawarii
- Fryderyk, zm. 1065, książę Dolnej Lotaryngii
- Adalbert, zm. 1072, biskup Metzu
- Gizelbert, zm. 1056/1059, hrabia Salm i Luksemburga
- Otgiva, zm. 1030, żona Baldwina IV Brodatego, hrabiego Flandrii
- Dytrych, zm. ?
- Herman, zm. po 1075, hrabia Gleibergu, ojciec palatyna reńskiego Henryka II
- Irmtruda, zm. po 1055, żona Welfa II, hrabiego Altdorf
- Oda, zm. ?, ksieni z Lunéville
- Gizela, zm. po 1058, żona Genta z Alost